# Elizabeth May (Politikerin)

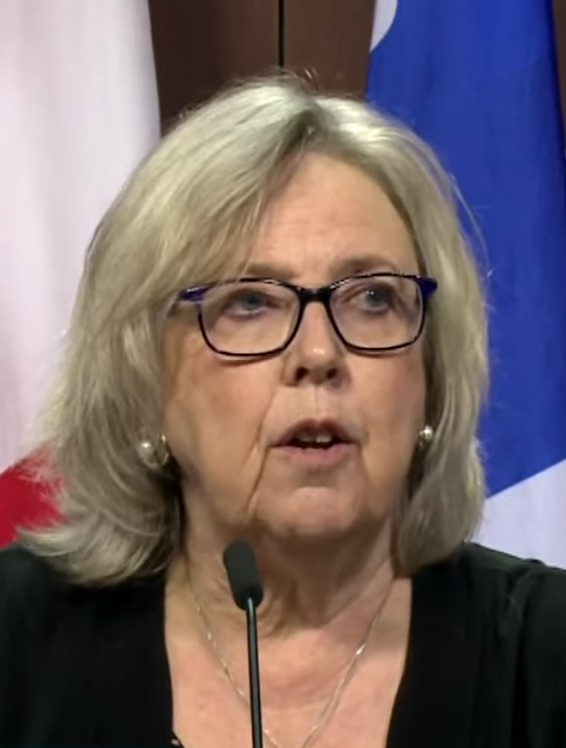
Elizabeth May (2024)

Elizabeth May (* 9. Juni 1954 in Hartford, Connecticut) ist eine kanadische Umweltaktivistin, Autorin und Politikerin. Sie ist Mitglied des kanadischen Unterhauses und ist seit 2022 Parteivorsitzende der Grünen Partei Kanadas. Dieses Amt hatte sie bereits von 2006 bis 2019 inne.

## Biographie
May wurde in den USA geboren. Ihre US-amerikanische Mutter war eine Aktivistin der Anti-Atomkraft-Bewegung und Mitgründerin der Friedensorganisation SANE. Ihr britischer Vater war Vizepräsident von Aetna Life and Casualty. May besuchte die Miss Porter's School in Farmington, Connecticut. 1972 zog ihre Familie nach Margaree Harbour, Nova Scotia. Nach ihrer Schulzeit besuchte sie die Universität und graduierte 1983 in Rechtswissenschaften an der Dalhousie Law School. Während dieser Zeit engagierte sie sich gegen das schwedische Unternehmen Stora Enso, das  2,4-Dichlorphenoxyessigsäure und 2,4,5-Trichlorphenoxyessigsäure als Herbizid verwendete. 1989 wurde sie in den Vorstand der Organisation Sierra Club of Canada gewählt.
2001 trat sie in einen 17-tägigen Hungerstreik, um gegen das Versagen der kanadischen Regierung im Fall der Sydney Tar Ponds in Cape Breton zu demonstrieren. Im August 2006 wurde May als Nachfolgerin von Jim Harris zur Vorsitzenden der Partei gewählt. Bei der Unterhauswahl 2011 gewann sie in ihrem Wahlkreis Saanich–Gulf Islands auf Vancouver Island und ist somit die erste gewählte Abgeordnete der Grünen im kanadischen Unterhaus. Diesen Sitz konnte sie bei den Unterhauswahlen 2015 und 2019 verteidigen. Am 4. November 2019 trat sie nach 13 Jahren im Amt als Parteivorsitzende der Grünen zurück. Interimsweise folgte ihr Jo-Ann Roberts nach.
Im November 2022 wurde sie wieder zur Parteivorsitzenden der kanadischen Grünen gewählt.
Im Ergebnis der Unterhauswahl 2025 konnte sie ihren Wahlkreis verteidigen. Bei der Wahl konnten die kanadischen Grünen nur diesen einen Sitz erringen.